# Устиново (Башкортостан)
Усти́ново (баш. Үстинәү) — деревня в Учалинском районе Башкортостана России. Относится к Ильчигуловскому сельсовету. Самый восточный населённый пункт Башкирии.

## Население
| 2002 | 2009 | 2010 |
| ---- | ---- | ---- |
| 30   | ↘23  | ↗26  |

## Географическое положение
Расположена в 70 км к северо-востоку от города Учалы. Деревня вытянута с севера на юг вдоль железной дороги Миасс — Учалы — Межозёрный. В 1 км к западу протекает река Миасс. В 3 км к югу находится одноимённая деревня Челябинской области.

## История
До 10 сентября 2007 года называлась Деревней станции Устиново.
Входила в состав Суюндюковского сельсовета до его объединения с Ильчигуловским сельсоветом согласно Закону Республики Башкортостан от 19.11.2008 N 49-з «Об изменениях в административно-территориальном устройстве Республики Башкортостан в связи с объединением отдельных сельсоветов и передачей населённых пунктов».